# Сиэтл Кракен
«Сиэтл Кракен» (англ. Seattle Kraken) — профессиональный американский хоккейный клуб, базирующийся в Сиэтле, штат Вашингтон. С сезона 2021/22 начал свои выступления в Национальной хоккейной лиге.

## История

### Хоккей в Сиэтле
Первой хоккейной командой в Сиэтле была «Сиэтл Метрополитэнс», которая выступала в Хоккейной ассоциации Тихоокеанского побережья с 1915 по 1924 год и завоевала Кубок Стэнли в 1917 году обыграв в финале «Монреаль Канадиенс», а в 1920 проиграла в финале «Оттаве Сенаторз». В период с 1943 по 1975 год в городе выступала команда «Сиэтл Тотемз», которая играла в низших лигах и трижды завоёвывала Кубок Лестера Патрика. Также в городе Кент существует молодёжная команда «Сиэтл Тандербёрдз» из Западной хоккейной лиги, которая в 1977—2009 годах играла в Сиэтле.

### Создание
7 декабря 2017 года комиссар НХЛ Гэри Беттмэн объявил, что город Сиэтл получил право подать заявку на вступление в лигу. В случае успеха, команда из Сиэтла сможет начать свои выступления с сезона 2020/21, а вступительный взнос составит $ 650 млн. 13 февраля 2018 «Сиэтл» подал заявку на вступление в НХЛ. 20 февраля 2018 года инициативная группа в лице бизнесмена Дэвида Бондермана и кинопродюсера Джерри Брукхаймера объявили о старте с 1 марта пробной продажи сезонных абонементов. В первый же день было подано более 25 000 заявок на абонементы. 11 апреля 2018 года на пост Президента клуба был назначен Тод Лайуики, до этого работавшим на административных должностях в клубах НФЛ, НБА и НХЛ. 4 декабря 2018 года Совет директоров НХЛ одобрил заявку на вступление в НХЛ клуба из Сиэтла. Команда начнёт свои выступления с сезона 2021/22, а перед этим был проведён драфт расширения с целью формирования состава команды по тем же правилам по которым проводился драфт 2017 года для клуба «Вегас Голден Найтс». Фарм-клубом «Сиэтла» в Американской хоккейной лиге станет вновь создаваемая команда из калифорнийского города Палм-Спрингс. 17 июля 2019 года на должность генерального менеджера был назначен член зала хоккейной славы Рон Фрэнсис, проведший 1731 матч в НХЛ как игрок и проработавший 4 сезона в качестве генерального менеджера «Каролины Харрикейнз».
30 апреля 2021 года руководство «Сиэтл Кракен» перевело НХЛ последнюю часть вступительного взноса из общей суммы $ 650 млн, после чего клуб был официально принят в лигу.
12 мая клуб подписал своего первого в истории игрока, заключив трёхлетний контракт новичка с канадским нападающим Люком Хенманом. 24 июня клуб объявил о назначении Дэйва Хэкстола на пост первого в истории команды главного тренера, а его помощниками стали Джей Лич и Пол Макфарланд.
26 сентября 2021 года в рамках подготовки к сезону, «Сиэтл» провёл свой первый матч в истории, в котором обыграл «Ванкувер Кэнакс» со счётом 5:3.
11 октября, перед стартом сезона 2021/22, Марк Джиордано стал первым капитаном в истории клуба.

### Слабый дебют и прорыв во втором сезоне

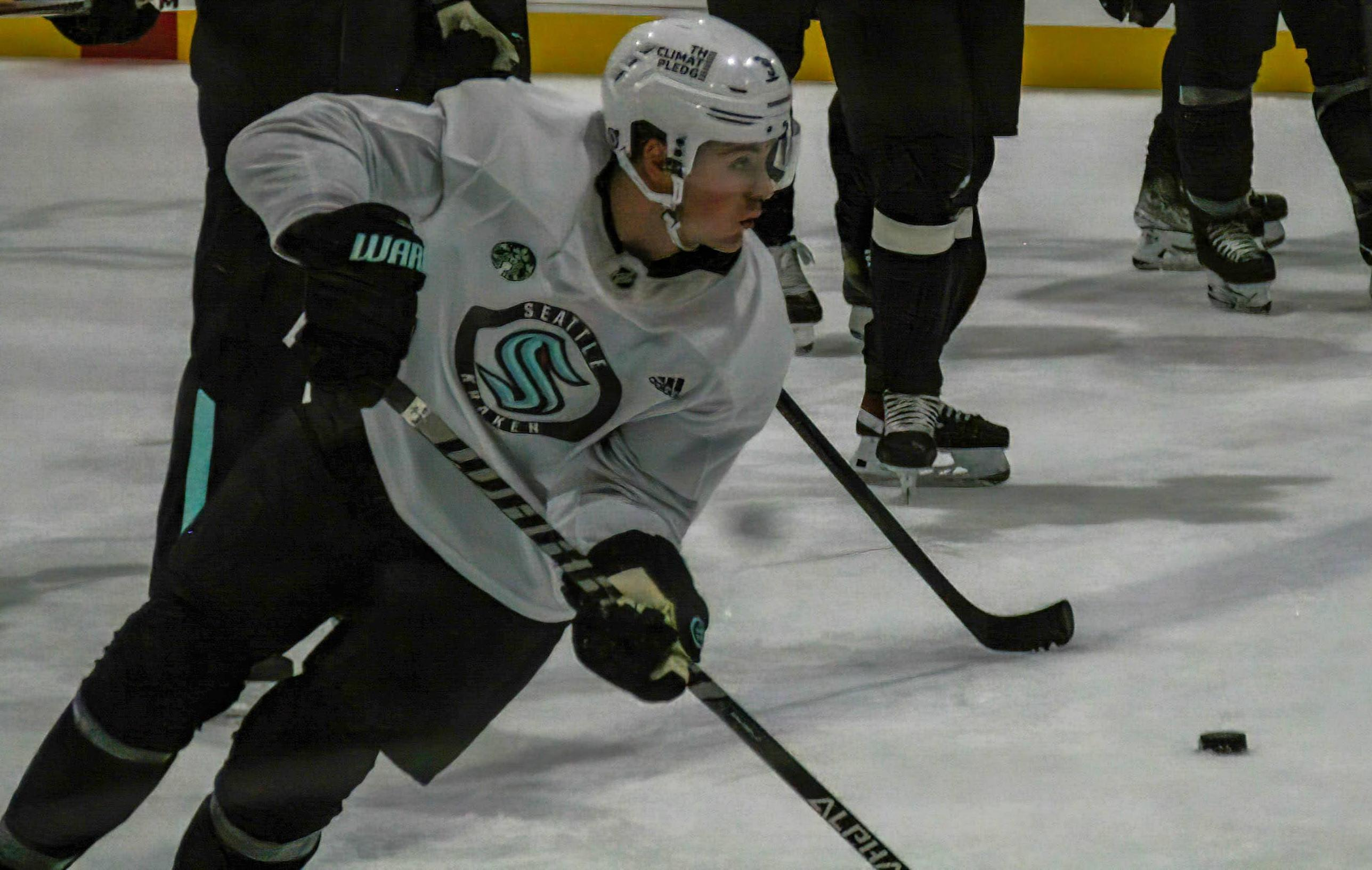
Райан Донато — автор первой шайбы в истории «Сиэтл Кракен» в официальных матчах.

В своём дебютном сезоне «Сиэтл» провёл первый матч 12 октября на выезде против «Вегас Голден Найтс». По ходу матча «Кракен» смог совершить «камбэк» со счёта 0:3, но всё же проиграл 3:4. Автором первой шайбы в истории клуба стал американский нападающий Райан Донато. Через два дня «Сиэтл Кракен» одержал свою первую победу в истории, обыграв в гостях «Нэшвилл Предаторз» со счётом 4:3. 23 октября «Сиэтл» впервые сыграл матч на своём домашнем стадионе «Клаймэт Пледж-арене», где принимал «Ванкувер Кэнакс». Заброшенными шайбами в составе хозяев отметились защитники Винс Данн и Марк Джиордано, но победу одержали гости со счётом 4:2. В следующем матче «Сиэтл Кракен» одержал первую в своей истории домашнюю победу обыграв «Монреаль Канадиенс» со счётом 5:1. 4 ноября нападающий Джордан Эберле в матче против «Баффало Сейбрз» оформил первый хет-трик в истории клуба. 2 февраля 2022 года благодаря 19 сейвам Филиппа Грубауэра, «Сиэтл» одержал первую в своей истории «сухую» победу, обыграв «Нью-Йорк Айлендерс» со счётом 3:0. После поражения от «Вегас Голден Найтс» 30 марта «Сиэтл» лишился шансов на выход в плей-офф.
Свой второй сезон «Сиэтл» начал с четырёх поражений в пяти стартовых матчах. Однако в ноябре команда одержала 10 побед, выдав, рекордную для себя, 7-матчевую победную серию. Неудачно проведя декабрь (4 победы при 8 поражениях), в январе «Кракен» одержал 8 побед подряд, побив клубный рекорд по продолжительности победной серии установленный в ноябре 2022 года. 6 апреля 2023 года, благодаря победе над «Аризоной Койотис», «Сиэтл» впервые в своей истории обеспечил себе участие в плей-офф. «Кракен» завершил регулярный чемпионат на 4-м месте в Тихоокеанском дивизионе, набрав 100 очков. Соперником по первому раунду розыгрыша Кубка Стэнли стал действующий чемпион «Колорадо Эвеланш». Первый матч серии состоялся 18 апреля 2023 года на площадке соперника. Уже на 4-й минуте матча Ээли Толванен открыл счёт, забросив первую в истории «Сиэтла» шайбу в плей-офф. Матч завершился первой победой в истории «Кракен» в плей-офф со счётом 3:1. 24 апреля «Кракен» одержал свою первую домашнюю победу в плей-офф, обыграв «Эвеланш» в 4-м матче серии со счётом 3:2 (ОТ). В итоге «Сиэтл» выиграл свою первую серию плей-офф со счётом 4-3 и стал первым клубом в истории НХЛ, которому удалось выбить из плей-офф действующего чемпиона в своём дебютном розыгрыше Кубка Стэнли. Также «Сиэтл Кракен» стал 2-м клубом в истории НХЛ, открывавшим счёт в первых семи матчах плей-офф. Во втором раунде «Сиэтл» встретился с «Даллас Старз», которому уступил в семи матчах и, таким образом, завершил свои выступления в сезоне.

## Атрибутика клуба

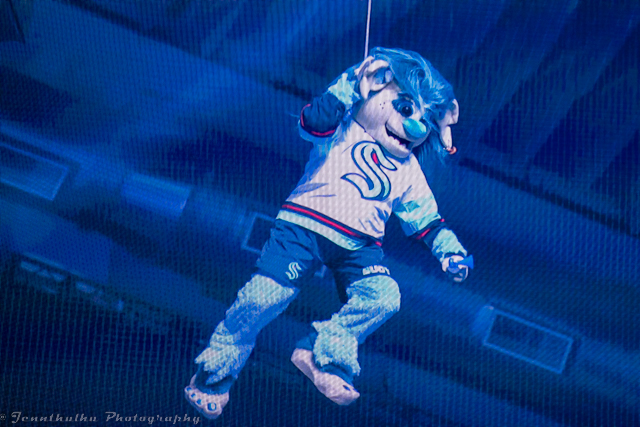
«Тролль Буй» — официальный талисман команды был представлен перед сезоном 2022/23

### Название, логотип и цвета
23 июля 2020 года было объявлено название клуба — «Сиэтл Кракен». Кракен — мифическое морское чудовище, часто изображаемое в виде кальмара или осьминога гигантских размеров. Название «Кракен» было выбрано из более чем 1200 вариантов и символизирует связь города с морем и любопытство, скрывающееся за его поверхностью, а также отражает мощь и агрессию хоккея. На основном логотипе команды изображена буква «S» разрезаемая щупальцем Кракена. Логотип является отсылкой к команде «Сиэтл Метрополитэнс», ставшей первым американским клубом, завоевавшим Кубок Стэнли. Основным цветом является синий, что указывает на близость Сиэтла к океану. В апреле 2021 года местный бар «Kraken» подал в суд на «Сиэтл Кракен» с требованием взыскать с клуба $ 3,5 млн за причиненный ущерб своему бренду при использовании названия Kraken.

### Талисман
1 октября 2022 года, перед предсезонным матчем против «Ванкувер Кэнакс», «Сиэтл» представил своего маскота по имени «Буй» (англ. Buoy), который представляет собой морского тролля. При создании персонажа авторы вдохновлялись фримонтским троллем.

## Домашняя арена
Домашней ареной клуба является «Клаймэт Пледж-арена», которая была построена в 1962 году. В 2018 году арена была закрыта на реконструкцию, а в течение 2019 года здание было полностью снесено. В начале 2020 года на его месте началось возведение новой арены, которое завершилось осенью 2021 года. У нового сооружения от старого здания сохранилась крыша, которая является одним из символов города. 25 июня 2020 года компания Amazon приобрела права на название арены и дала ей имя «Climate Pledge Arena». Особенностью арены является её экологичность. Так, всю электроэнергию арена получает от солнечных батарей, а для заливки льда используется дождевая вода. После реконструкции «Клаймэт Пледж-арена» может вмещать на хоккейных матчах 17 100 зрителей.

## Статистика сезонов
| Сезон НХЛ | Сезон команды | Конференция | Дивизион      | Регулярный чемпионат | Регулярный чемпионат | Регулярный чемпионат | Регулярный чемпионат | Регулярный чемпионат | Регулярный чемпионат | Регулярный чемпионат | Регулярный чемпионат | Плей-офф                                                                                    | Примечания             |
| Сезон НХЛ | Сезон команды | Конференция | Дивизион      | Место                | И                    | В                    | П                    | ПО                   | Очки                 | ШЗ                   | ШП                   | Плей-офф                                                                                    | Примечания             |
| --------- | ------------- | ----------- | ------------- | -------------------- | -------------------- | -------------------- | -------------------- | -------------------- | -------------------- | -------------------- | -------------------- | ------------------------------------------------------------------------------------------- | ---------------------- |
| 2021-22   | 2021-22       | Западная    | Тихоокеанский | 8                    | 82                   | 27                   | 49                   | 6                    | 60                   | 216                  | 285                  | не участвовали                                                                              | [ 39 ]                 |
| 2022-23   | 2022-23       | Западная    | Тихоокеанский | 4                    | 82                   | 46                   | 28                   | 8                    | 100                  | 289                  | 256                  | победа в 1-м раунде, 4-3 («Колорадо Эвеланш») поражение во 2-м раунде, 3-4 («Даллас Старз») | [ 40 ]                 |
| 2023-24   | 2023-24       | Западная    | Тихоокеанский | 6                    | 82                   | 34                   | 35                   | 13                   | 81                   | 217                  | 236                  | не участвовали                                                                              |                        |
| 2024-25   | 2024-25       | Западная    | Тихоокеанский | 7                    | 82                   | 35                   | 41                   | 6                    | 76                   | 247                  | 265                  | не участвовали                                                                              |                        |
| Всего     | Всего         | Всего       | Всего         | Всего                | 328                  | 142                  | 153                  | 33                   | 317                  | 969                  | 1042                 | 1 попадание в плей-офф                                                                      | 1 попадание в плей-офф |

## Команда

### Текущий состав
| №                         | Игрок              | Страна                    | Хват    | Дата рождения             | Рост (см) | Вес (кг) | Средняя зарплата ($) | Контракт до |
| Вратари                   | Вратари            | Вратари                   | Вратари | Вратари                   | Вратари   | Вратари  | Вратари              | Вратари     |
| ------------------------- | ------------------ | ------------------------- | ------- | ------------------------- | --------- | -------- | -------------------- | ----------- |
| -                         | Мэтт Мюррей        | Канада                    | Левый   | 25 мая 1994 (31 год)      | 194       | 81       | 1,000,000            | 2025/26     |
| 30                        | Алеш Стезка        | Чехия                     | Левый   | 6 января 1997 (28 лет)    | 193       | 91       | 775,000              | 2024/25     |
| 31                        | Филипп Грубауэр    | Германия                  | Левый   | 25 ноября 1991 (33 года)  | 185       | 84       | 5,900,000            | 2026/27     |
| 35                        | Джоуи Даккорд      | Соединённые Штаты Америки | Левый   | 19 августа 1996 (28 лет)  | 188       | 89       | 5,000,000            | 2029/30     |
| Защитники                 |                    |                           |         |                           |           |          |                      |             |
| 6                         | Адам Ларссон — А   | Швеция                    | Правый  | 12 ноября 1992 (32 года)  | 190       | 93       | 5,250,000            | 2028/29     |
| 8                         | Кейл Флёри         | Канада                    | Правый  | 19 ноября 1998 (26 лет)   | 185       | 93       | 890,000              | 2026/27     |
| 23                        | Густав Олофссон    | Швеция                    | Левый   | 1 декабря 1994 (30 лет)   | 188       | 86       | 775,000              | 2024/25     |
| 24                        | Джейми Олексяк     | Канада                    | Левый   | 21 декабря 1992 (32 года) | 201       | 116      | 4,600,000            | 2025/26     |
| 28                        | Джош Махура        | Канада                    | Левый   | 5 мая 1998 (27 лет)       | 183       | 84       | 907,500              | 2026/27     |
| 29                        | Винс Данн          | Канада                    | Левый   | 29 октября 1996 (28 лет)  | 183       | 85       | 7,350,000            | 2026/27     |
| 41                        | Райкер Эванс       | Канада                    | Левый   | 13 декабря 2001 (23 года) | 183       | 87       | 2,050,000            | 2026/27     |
| 55                        | Райан Линдгрен     | Соединённые Штаты Америки | Левый   | 11 февраля 1998 (27 лет)  | 183       | 90       | 4,500,000            | 2028/29     |
| 62                        | Брэндон Монтур     | Канада                    | Правый  | 11 апреля 1994 (31 год)   | 183       | 87       | 7,140,000            | 2030/31     |
| Левые крайние нападающие  |                    |                           |         |                           |           |          |                      |             |
| 12                        | Тай Картье         | Канада                    | Левый   | 30 апреля 2001 (24 года)  | 180       | 92       | 1,250,000            | 2026/27     |
| 19                        | Джаред Макканн     | Канада                    | Левый   | 31 мая 1996 (29 лет)      | 185       | 88       | 5,000,000            | 2026/27     |
| 71                        | Макс Маккормик     | Соединённые Штаты Америки | Левый   | 1 мая 1992 (33 года)      | 180       | 84       | 775,000              | 2025/26     |
| -                         | Мейсон Марчмент    | Канада                    | Левый   | 18 июня 1995 (30 лет)     | 193       | 93       | 4,500,000            | 2025/26     |
| Центрфорварды             |                    |                           |         |                           |           |          |                      |             |
| 9                         | Чендлер Стивенсон  | Канада                    | Левый   | 22 апреля 1994 (31 год)   | 180       | 86       | 6,250,000            | 2030/31     |
| 10                        | Мэтти Бенирс — А   | Соединённые Штаты Америки | Левый   | 5 ноября 2002 (22 года)   | 188       | 79       | 7,142,857            | 2030/31     |
| 15                        | Джон Хэйден        | Соединённые Штаты Америки | Правый  | 14 февраля 1995 (30 лет)  | 191       | 95       | 775,000              | 2026/27     |
| 17                        | Джейден Шварц — А  | Канада                    | Левый   | 25 июня 1992 (33 года)    | 179       | 86       | 5,500,000            | 2025/26     |
| 26                        | Райан Уинтертон    | Канада                    | Правый  | 4 сентября 2003 (21 год)  | 188       | 86       | 828,333              | 2025/26     |
| 51                        | Шейн Райт          | Канада                    | Правый  | 5 января 2004 (21 год)    | 185       | 85       | 918,333              | 2025/26     |
| 59                        | Бен Майерс         | Соединённые Штаты Америки | Левый   | 15 ноября 1998 (26 лет)   | 180       | 88       | 775,000              | 2025/26     |
| 67                        | Митчелл Стивенс    | Канада                    | Правый  | 5 февраля 1997 (28 лет)   | 183       | 89       | 775,000              | 2025/26     |
| 89                        | Фредерик Годро     | Канада                    | Правый  | 1 марта 1993 (32 года)    | 183       | 81       | 2,100,000            | 2027/28     |
| 96                        | Логан Моррисон     | Канада                    | Правый  | 9 июля 2002 (23 года)     | 183       | 81       | 870,000              | 2025/26     |
| Правые крайние нападающие |                    |                           |         |                           |           |          |                      |             |
| 7                         | Джордан Эберле — К | Канада                    | Правый  | 15 мая 1990 (35 лет)      | 180       | 83       | 4,750,000            | 2025/26     |
| 20                        | Ээли Толванен      | Финляндия                 | Левый   | 22 апреля 1999 (26 лет)   | 179       | 82       | 3,475,000            | 2025/26     |
| 38                        | Яни Нюман          | Финляндия                 | Левый   | 30 июля 2004 (21 год)     | 191       | 94       | 891,666              | 2026/27     |
| 63                        | Джейкоб Мелансон   | Канада                    | Правый  | 22 апреля 2003 (22 года)  | 185       | 93       | 826,111              | 2025/26     |
| 84                        | Каапо Какко        | Финляндия                 | Левый   | 13 февраля 2001 (24 года) | 188       | 87       | 4,525,000            | 2027/28     |

### Штаб
| Должность            | Имя               | Страна | Дата рождения            | В должности |
| -------------------- | ----------------- | ------ | ------------------------ | ----------- |
| Генеральный менеджер | Джейсон Боттерилл | Канада | 19 мая 1976 (49 лет)     | с 2025 года |
| Главный тренер       | Лэйн Ламберт      | Канада | 18 ноября 1964 (60 лет)  | с 2025 года |
| Помощник тренера     | Дэйв Лаури        | Канада | 14 февраля 1965 (60 лет) | с 2022 года |
| Помощник тренера     | Джессика Кэмпбелл | Канада | 24 июня 1992 (33 года)   | с 2024 года |
| Помощник тренера     | Боб Вудс          | Канада | 24 января 1968 (57 лет)  | с 2025 года |
| Тренер вратарей      | Стив Бриер        | Канада | 25 марта 1977 (48 лет)   | с 2022 года |

### Неиспользуемые номера
- 32 — номер был выведен из обращения 23 октября 2021 года, в знак признания того, что «Сиэтл» стал 32-м клубом в НХЛ и в честь 32 000 фанатов внёсших депозиты на билеты в первый же день[41].
- 99 — номер Уэйна Гретцки выведен из обращения во всей лиге.

## Рекорды и достижения

### Индивидуальные рекорды
- Наибольшее количество очков за сезон: Джаред Макканн — 70 (40+30 в 2022/23)
- Наибольшее количество заброшенных шайб за сезон: Джаред Макканн — 40 (2022/23)
- Наибольшее количество результативных передач за сезон: Винс Данн — 50 (2022/23)
- Наибольшее количество штрафных минут за сезон: Янни Гурд — 76 (2022/23)
- Наибольшее количество очков, набранных защитником за один сезон: Винс Данн — 64 (14+50 в 2022/23)
- Наибольшее количество побед в сезоне: Мартин Джонс — 27 (2022/23)
- Наибольшее количество «сухих» игр за сезон: Мартин Джонс — 3 (2022/23)
- Наилучший показатель полезности за сезон: Винс Данн — +28 (2022/23)
- Наибольшее количество очков, набранных новичком за сезон: Мэтти Бенирс — 57 (24+33 в 2022/23)

### Командные рекорды
- Наибольшее количество очков в регулярном чемпионате: 100 (2022/23)
- Наибольшее количество побед в регулярном чемпионате: 46 (2022/23)
- Наибольшее количество домашних побед в регулярном чемпионате: 20 (2022/23)
- Наибольшее количество гостевых побед в регулярном чемпионате: 26 (2022/23)
- Наибольшее количество побед подряд: 9 (2023/24)
- Наибольшее количество заброшенных шайб в регулярном чемпионате: 280 (2022/23)
- Наименьшее количество пропущенных шайб в регулярном чемпионате: 256 (2022/23)